# Birkner (Miesbach)
Birkner ist ein Gemeindeteil von Miesbach auf der Gemarkung Wies im oberbayerischen Landkreis Miesbach.

## Ortsbeschreibung
Die Einöde Birkner liegt nordwestlich von Miesbach.
Der Flachsatteldachbau mit Blockbau-Obergeschoss und umlaufender Laube ist in die Liste der Baudenkmäler in Miesbach eingetragen. Über der südlichen Laubentür ist das Gebäude mit der Jahreszahl 1720 bezeichnet. Das Dach mit Hochlaube und der Wirtschaftsteil wurden 1876 errichtet.

## Bevölkerungsentwicklung
Um 1871 lebten in Birkner neun Einwohner. Die Einwohnerzahl stieg bis 1950 auf 25. Im Mai 1987 war das Gehöft vorübergehend unbewohnt.
| Jahr      | 1871 | 1925 | 1950 | 1970 | 1987 |
| Einwohner | 9    | 25   | 49   | 18   | 0    |